# Archipelepis
Archipelepis (лат.) — род вымерших бесчелюстных из класса телодонтов, выделенный в монотипическое семейство Archipelepididae. Окаменелости тел и чешуек в настоящее время известны в морских отложениях силурийского периода, от верхнего теличского яруса до венлокского отдела (434—431 млн лет назад), на севере Канады.

## Описание
Из всех телодонтов, для которых найдены ископаемые остатки тел полностью (а не отдельных чешуек), считается наиболее примитивным
Представителя рода имеют сходную морфологию тела, напоминая головастиков с раздвоенными хвостами.

## Классификация
По данным сайта Paleobiology Database, на ноябрь 2021 года в род включают 2 вымерших видаа:
- Archipelepis bifurcata Märss et al., 2002
- Archipelepis turbinata Soehn et al., 2001

Виды различаются морфологией чешуек: A. bifurcata имеет раздвоенные чешуйки с двумя зубчатыми шпилями, а A. turbinata — выпуклые остроконечные чешуйки, напоминающие по форме волчок.